# Teledraulic
.

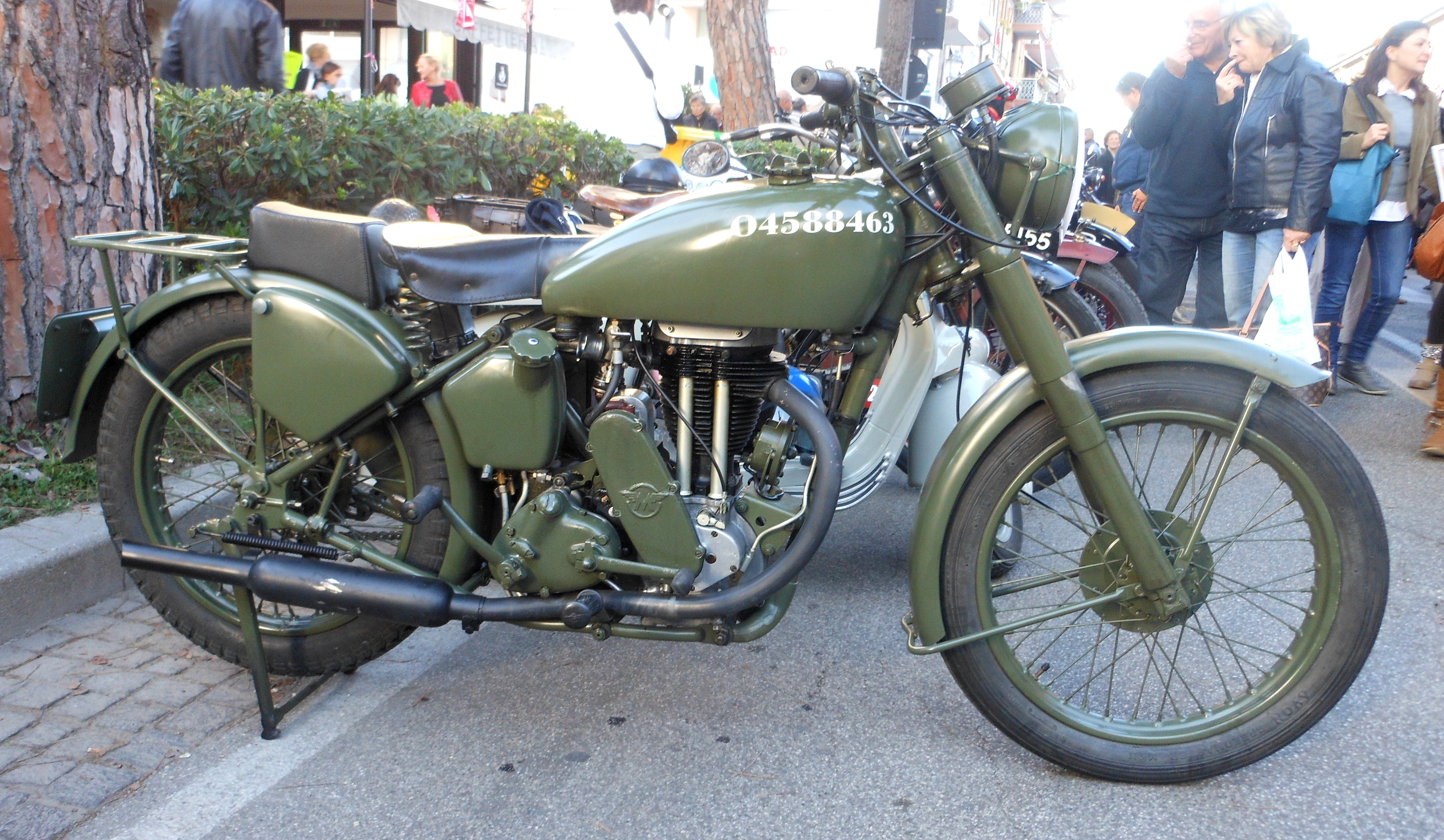
De Teledraulic debuteerde op de militaire Matchless G3/L

De Teledraulic was een hydraulisch gedempte telescoopvork voor motorfietsen die vanaf 1941 door Associated Motor Cycles werd toegepast. Associated Motor Cycles was op dat moment eigendom van de gebroeders Charlie, Harry en Bert Collier en bestond uit vier bedrijven: Matchless Motorcycle Company (Colliers) Ltd., AJS Motorcycles Ltd., Sunbeam Bicycles Ltd. en Sunbeam Motor Cycles Ltd..
De Teledraulic verscheen voor het eerst op de militaire Matchless G3/L-legermotor. Toen het Britse War Office in 1940 motorfietsen nodig had om de verliezen na de Slag om Duinkerke te compenseren, verloor AMC het pleit en werd gekozen voor de Triumph 3TW. Toen de Tweede Wereldoorlog vorderde kon AMC meer dan 80.000 WG3L's leveren. De machine had dankzij de teledraulic  een groot voordeel ten opzichte van de Triumph, die nog een Webbvork had. De Teledraulic had duidelijk kenmerken van de eerste hydraulisch gedempte telescoopvork, die in 1934 in de BMW R 12 en de BMW R 17 was gebruikt
Nadat AMC in 1953 ook Norton overnam, legde het de hand op de door Rex McCandless ontwikkelde Norton Roadholder fork, die bij AJS, Matchless en het inmiddels ook toegevoegde James de Teledraulic verving.